# Filmnächte am Elbufer

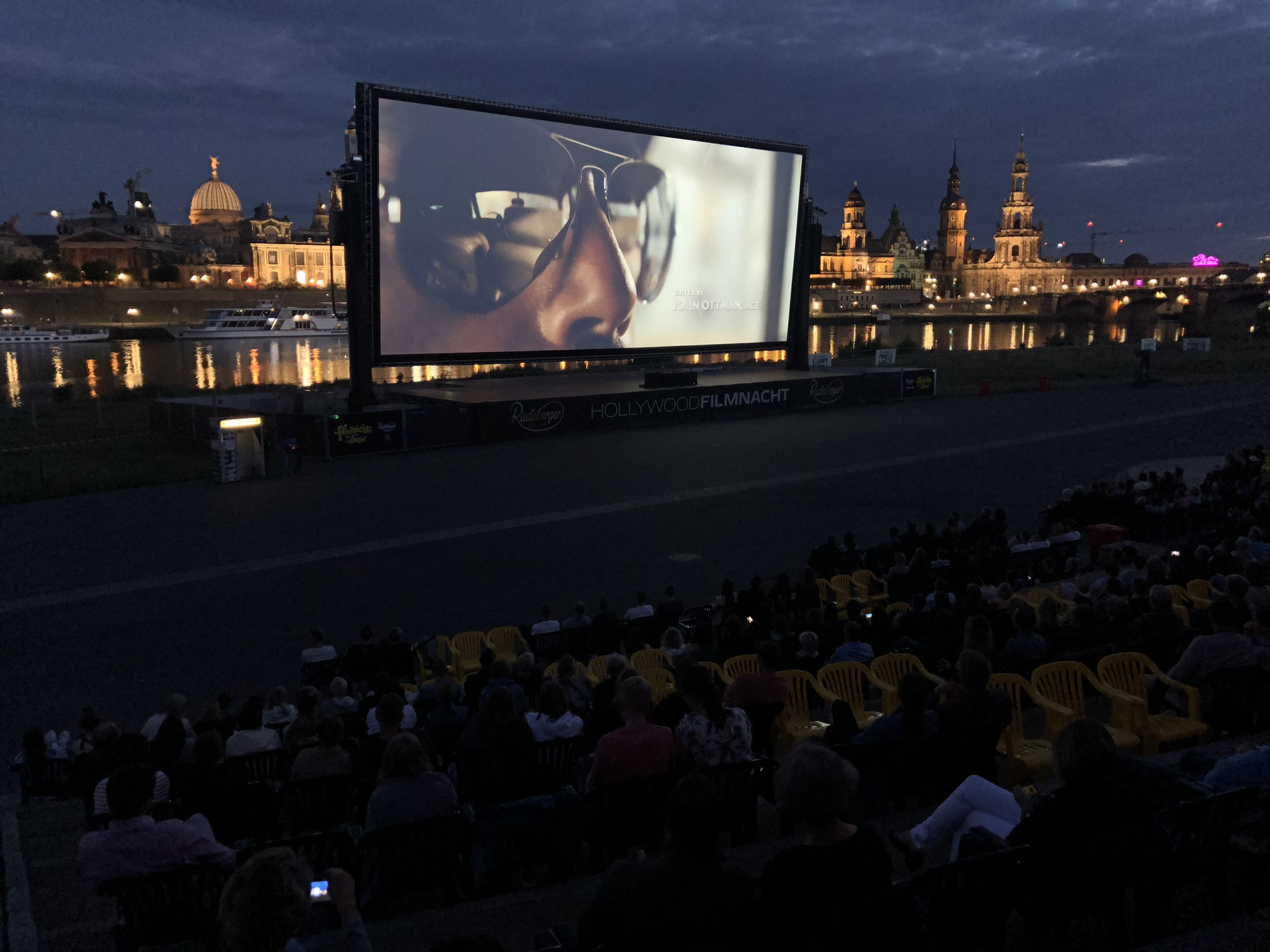
Die Filmnächte am Elbufer 2020

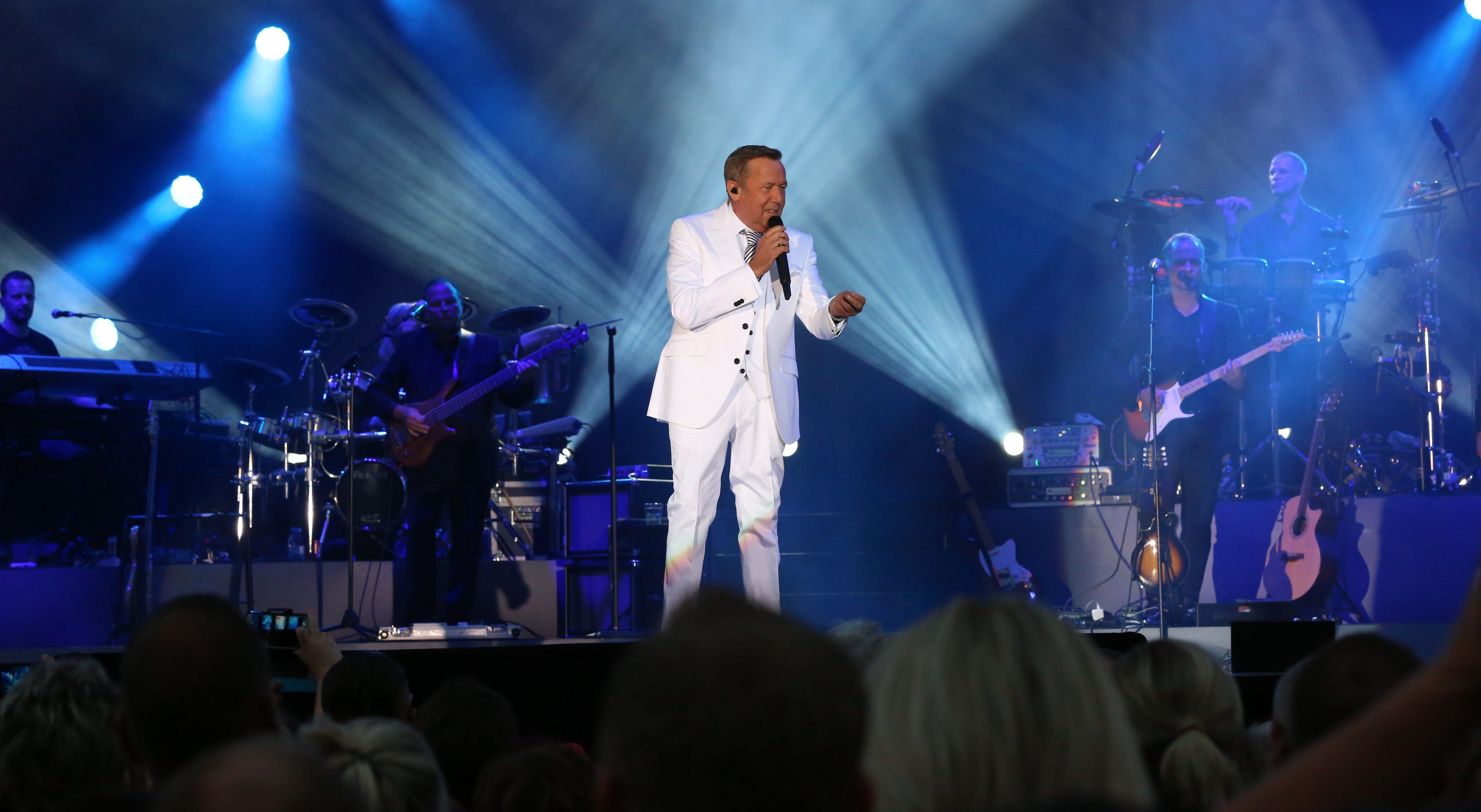
Kaisermania bei den Filmnächten am Elbufer

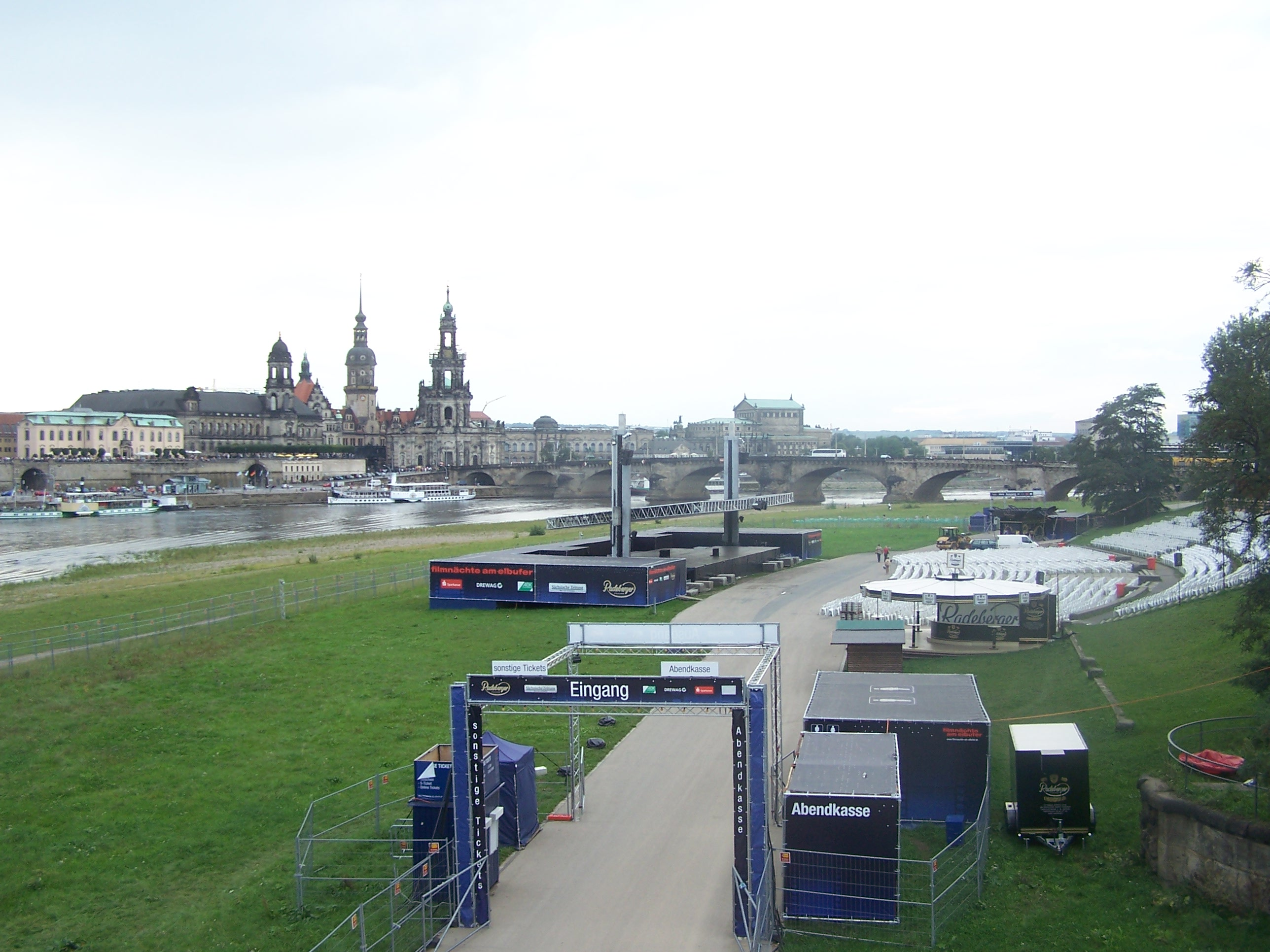
Gelände der Filmnächte bei Tag

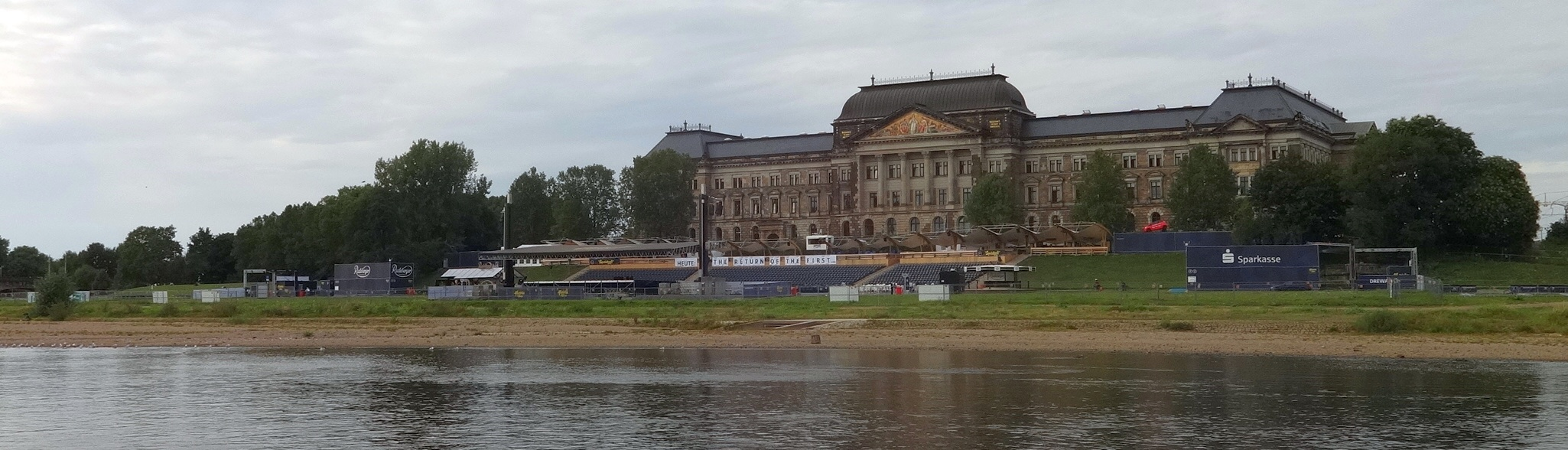
Gelände der Filmnächte am Elbufer von der Elbe aus gesehen

Die Filmnächte am Elbufer sind Deutschlands größtes Freilichtkino-Festival. Sie finden seit 1991 alljährlich im Sommer am Neustädter Elbufer in Dresden statt und zogen in den letzten Jahren jeweils über 200.000 Zuschauer an.
Etwa 3600 Besucher pro Tag können sich im Sommer auf den Elbwiesen direkt gegenüber der historischen Altstadt von Dresden Kinoaufführungen ansehen. Neben den Filmaufführungen aktueller und historischer Kinofilme finden Konzerte namhafter Künstler statt, beispielsweise traten Die Toten Hosen, R.E.M., James Brown, Snoop Dogg, Loreena McKennitt, Neil Young, Bob Dylan, Die Ärzte, Nelly Furtado und Die Fantastischen Vier auf. Seit 2003 findet auch jedes Jahr die sogenannte Kaisermania statt, das größte Open-Air-Konzert von Roland Kaiser. Der Auftritt im Jahr 2011 wurde als Live-DVD veröffentlicht. Bei Stehplatzkonzerten haben bis zu 12.000 Besucher vor der Bühne Platz.
Nur wenige Stunden vor der geplanten Vorführung des Films Aus der Mitte entspringt ein Fluß am 12. August 2002 wurde das Gelände der Filmnächte durch das Jahrhunderthochwasser der Elbe und ihrer Nebenflüsse überflutet und die Bühne stand im Fluss. Als die Überschwemmung nach einer Woche zurückging, war ein Großteil der Technik unbrauchbar und die Bühne zerstört. Nach einer Instandsetzung konnte das Programm vom 25. August bis zum 1. September wieder aufgenommen werden. Im darauffolgenden Jahr wurden die Filmnächte als Benefiz-Veranstaltung für Flutopfer durchgeführt. Nachdem im August 2002 die Bühne im Fluss stand, wird das Areal seitdem bei Hochwassergefahr innerhalb eines Tages beräumt und nach der Entwarnung wieder aufgebaut.
Seit 2004 wird die größte mobile Kinoleinwand der Welt mit einer Projektionsfläche von 448 Quadratmetern eingesetzt. Sie kann eingefahren werden, um tagsüber optisch nicht zu stören und weniger windanfällig zu sein. Um 90 Grad gedreht dient sie als Dach der Bühne bei Konzertaufführungen. Die Bildfläche ist 32 Meter breit und 14 Meter hoch. Seit 2018 werden vor allem nachmittags Filme auf einer 23 Quadratmeter großen LED-Leinwand gezeigt.
Die Veranstaltung wird von der PAN Veranstaltungslogistik und Kulturgastronomie GmbH durchgeführt, die als Urheber gilt. Der Vertrag mit der Stadt dafür lief zunächst bis 2015. Im März 2012 wurde bekannt, dass eine andere Veranstaltungsgruppe sich für eine Neuausschreibung des Vertrages bemühte. Dies wurde aber bei einer Abstimmung des Stadtrats abgelehnt: der Vertrag mit der PAN Veranstaltungslogistik wurde bis 2025 verlängert.
Von 2011 bis 2015 veranstaltete die PAN Veranstaltungslogistik und Kulturgastronomie GmbH mit den Filmnächten Chemnitz ein Film- und Konzertfestival mit ähnlichem Profil. Für dieses Festival wurde eigens eine kleinteilige Soundanlage entwickelt, die das Bespielen des innerstädtisch gelegenen Theaterplatzes in Chemnitz erst ermöglicht. Ohne diese Soundanlage, die inmitten der Zuschauerreihen platziert ist, wäre die Durchführung an Lärmschutzauflagen gescheitert. Seit 2019 gehören die Filmnächte im Scheibenholz in Leipzig sowie die Filmnächte in der Krabat-Mühle Schwarzkollm mit zum Veranstaltungsverbund.
Im Jahr 2013 besuchten 202.800 Zuschauer 87 Veranstaltungen an 65 Veranstaltungstagen der 23. Filmnächte am Elbufer. Dies waren 14 Prozent mehr als im Vorjahr und ein bis dahin absoluter Zuschauerrekord. Mit 36.000 kamen die meisten Besucher zu den drei Konzerten der Berliner Band Die Ärzte. 2014 wurde die Anzahl mit 198.500 Besuchern erzielt. Meistbesuchter Film war dabei Fack ju Göhte, welcher mit zwei Veranstaltungen 7200 Besucher anzog. 2015 stieg die Besucheranzahl auf 218.400 Zuschauern. Dieser Rekord wurde schon 2016 mit 222.788 Besuchern wieder gebrochen. Meistbesuchter Film war Frühstück bei Monsieur Henri, 48.000 Gäste kamen zu den vier Konzerten von Roland Kaiser. 2017 trat die Dresdner Band CousCous im Rahmen der Reihe „Hören vor Sehen“ vor dem Hauptfilm La La Land auf. Das Jahr 2018 brachte mit 227.100 Besuchern erneut eine Steigerung, die 2019 mit 238.700 Besuchern wieder übertroffen wurde. Davon waren 130.300 Konzertbesucher und 11.700 Familienkinobesucher.
2020 fand die 30. Saison unter strengen Corona-Auflagen vom 25. Juni bis 30. August 2020 statt – da aufgrund der Pandemie nur 972 Plätze möglich waren, stimmte die Stadt Dresden einer Verlängerung um sieben Tage zu. An 67 Veranstaltungstagen kamen 67.500 Besucher.
2022 wurde der neue Rekord von 273.000 Besuchern erreicht.